# Młyny, Tỉnh West Pomeranian
Młyny [ˈmwɨnɨ] là một ngôi làng thuộc khu hành chính của Gmina Pyrzyce, thuộc hạt Pyrzyce, West Pomeranian Voivodeship, ở phía tây bắc Ba Lan.
Trước năm 1945, khu vực này là một phần của Đức. Đối với lịch sử của khu vực, xem Lịch sử của Pomerania.
Làng có dân số 117 người.